# Censura
Censura (do latim censūra) é a desaprovação e consequente remoção da circulação pública de informação, visando à proteção dos interesses de um estado, organização ou indivíduo. Ela consiste em toda e qualquer tentativa de suprimir a circulação de informações, opiniões ou expressões de qualquer aspecto, sejam elas informativas, documentais ou a livre expressão, seja falada ou artísticas.

## Descrição
O propósito da censura está na manutenção do status quo, evitando alterações de pensamento num determinado grupo social e a consequente disposição de mudança de paradigmas políticos ou de comportamento. Desta forma, a censura é muito comum entre alguns centros de influência, como certos grupos de interesses (lobbies), instituições religiosas e governos, como forma de fazer a manutenção do poder ou constituir hegemonia. A censura procura também evitar que certos conflitos e discussões se estabeleçam na sociedade, pelos mesmos motivos anteriormente expostos.

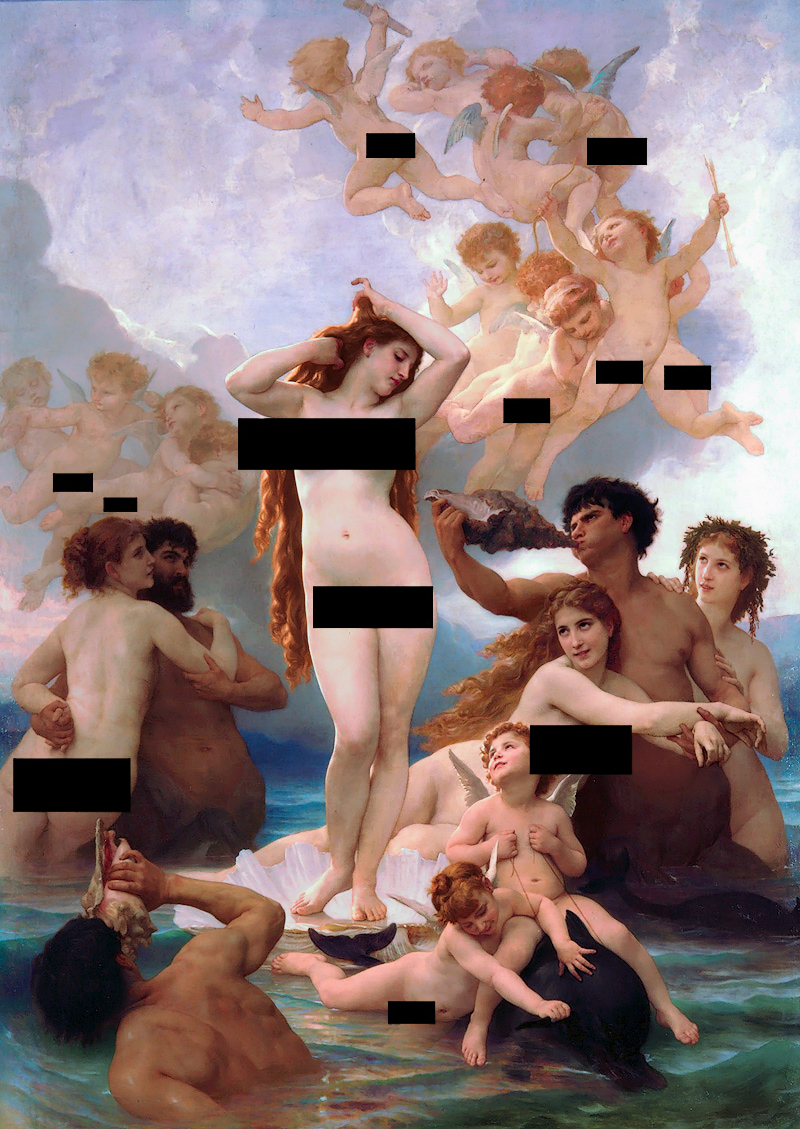
Hipotética versão censurada da famosa pintura "O Nascimento de Vênus", de William-Adolphe Bouguereau.

A censura pode ser explícita ou institucionalizada, no caso de estar prevista na lei, proibindo a informação de ser publicada ou acessível, após ter sido analisada previamente por uma entidade censora que avalia se a informação pode ou não ser publicada (como sucedeu na ditadura portuguesa através da Polícia Internacional e de Defesa do Estado [PIDE]; ou nos Anos de Chumbo brasileiros), ou pode tomar a forma de intimidação governamental ou popular, onde as pessoas passam a ter medo de expressar ou mostrar apoio a certas opiniões, com medo de represálias pessoais e profissionais e até ostracismo; nesse caso o modus operandi dessas instituições se assemelham a certos tipos de terrorismo.
Pode também a censura ser entendida como a supressão de certos pontos de vista e opiniões divergentes, através da propaganda,  contrainformação ou manipulação dos meios de comunicação social. Esses métodos tendem a influenciar a opinião pública de forma a evitar que outro sistema de ideias, que não o dos grupos dominantes, tenham receptividade.
Formas modernas de censura incluem limitações infligidas ao acesso a certos meios de comunicação, ao modo de atribuição de concessões de rádio e televisão por agências reguladoras ou a critérios editoriais discricionários, segundo os quais um jornal, por exemplo, pode não noticiar determinado fato ou conteúdo.
Muitas vezes, a censura de governos se justifica em termos de "proteção do público", mas, na verdade, esconde uma posição que submete artistas, intelectuais e grupos de movimento social ao poder do Estado. A aclamada obra de distopia política de George Orwell, 1984, trata da censura governamental com bastante precisão, inclusive com a retratação de um ministério fictício do Estado da obra, conhecido como "Ministério da Verdade", ironicamente responsável pela falsificação de documentos históricos e literários que possam servir de referência ao passado do país, de forma que ele sempre condiz com o que o establishment propaga como verdade; um exemplo de revisionismo histórico e propagação de desinformação.
Com os recursos e o advento da Internet (que avançou por vários meios independentes e majoritariamente sem fronteiras geográficas), notoriamente conhecida por protagonizar políticas de livre conteúdo, e com o seu fácil acesso a dados e a sistemas de partilha de ficheiros peer-to-peer — como a Freenet — os meios para instituição de censura foram em geral bastante prejudicados, apesar de haverem ocorrências mesmo dentro da rede.
A convivência quotidiana com a censura pode suscitar, entre os produtores culturais e formadores de opinião, uma atitude de defesa bastante corrosiva — a autocensura, que consiste em evitar a abordagem de certos assuntos ou a não expressar opiniões que possam gerar situações de confronto com o poder.

## Análise da utilização da censura
- Censura em Portugal
- Censura na Internet
- Censura na Venezuela
- Censura no Brasil